# كوبيلاي سونميز
كوبيلاي سونميز (بالألمانية: Kubilay Sönmez)‏ هو لاعب كرة قدم ألماني في مركز الوسط، ولد في 17 يونيو 1994 في كامن في ألمانيا. شارك مع منتخب تركيا تحت 20 سنة لكرة القدم. أما مع النوادي، فقد لعب مع شانلي أورفا سبور.

## وصلات خارجية
- كوبيلاي سونميز على موقع اتحاد تركيا (لاعب) (الإنجليزية)
- كوبيلاي سونميز على موقع قاعدة بيانات كرة القدم.إي يو (الإنجليزية)
- كوبيلاي سونميز على موقع Soccerway.com (الإنجليزية)
- كوبيلاي سونميز على موقع عالم كرة القدم.نت (الإنجليزية)